# Delphacidae

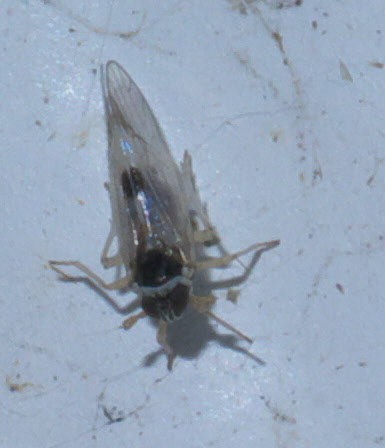
Delphacodes puella.

Los delfácidos (Delphacidae) son una familia de hemípteros auquenorrincos del infraorden Fulgoromorpha (chicharritas) con distribución mundial. Los delfácidos se separan de otras chicharritas por el prominente espolón en la tibia de las patas traseras. Todas las especies son fitófagos, muchos comen pastos, y algunos son importantes vectores de patógenos de cereales. Hay 2,200 especies descritas en alrededor de 400 géneros.

## Características
Miden 1.5-10.0 mm, la mayoría 2-4 mm. Los adultos pueden tener alas bien desarrolladas o reducidas. La mayoría son de zonas templadas. Se alimentan de plantas, especialmente de pastos; algunos son importantes plagas agrícolas de los cereales por su capacidad de transmitir virus y otros organismos patogénicos a los cultivos, produciendo importantes pérdidas económicas en la producción agropecuaria. Una característica importante de los patógenos transmitidos por este grupo es su amplia distribución geográfica y el alto grado de especificidad que muestran por su vector (Taylor, 1985; Nault & Ammar, 1989).

## Subfamilias, tribus y algunos géneros
Fulgoromorpha Lists On the Web incluye las siguientes tribus y géneros:

### Asiracinae
Aut.: Motschulsky, 1863
- Tribu Asiracini Motschulsky, 1863
- Tribu Eodelphacini Emeljanov, 1995
- Tribu Idiosystatini Emeljanov, 1995
- Tribu Neopunanini Emeljanov, 1995
- Tribu Platysystatini Emeljanov, 1995
- Tribu Tetrasteirini Emeljanov, 1995
- Tribu Ugyopini Fennah, 1979

### Delphacinae
Aut.: Leach, 1815 - géneros seleccionados:
- Tribu Delphacini Leach, 1815
  - Aloha Kirkaldy, 1904
  - Criomorphus Curtis, 1833
  - Delphacinus Fieber, 1866
  - Delphacodes Fieber, 1866 (sinónimo Delphax Latreille, 1807)
  - Javesella Fennah, 1963
  - Kakuna Matsumura, 1935
  - Megamelus Fieber, 1866
  - Metadelphax Wagner, 1963
  - Muellerianella Wagner, 1963
  - Muirodelphax Wagner, 1963
  - Nilaparvata Distant, 1906
  - Nothodelphax Fennah, 1963
  - Paraliburnia Jensen-Haarup, 1917
  - Prokelisia Osborn, 1905
  - Pseudaraeopus Kirkaldy, 1904 - sinónimo Delphacodes Melichar, 1901
  - Sogatella Fennah, 1956
  - Toya Distant, 1906
  - Xanthodelphax Wagner, 1963[4] Stenocranus minutus

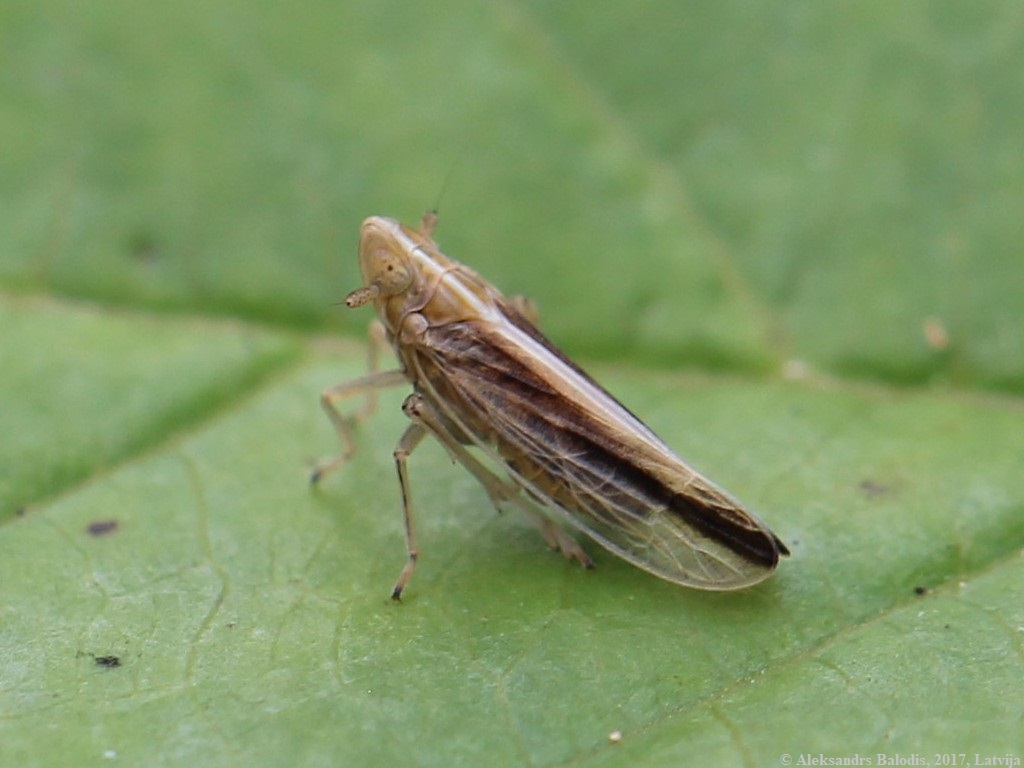
Stenocranus minutus

- Tribu Saccharosydnini Vilbaste, 1968
  - Lacertinella (Remes Lenicov & Rossi Batiz) 2011
  - Neomalaxa Muir, 1918
  - Pseudomacrocorupha Muir, 1930
  - Saccharosydne Kirkaldy, 1907
- Tribu Tropidocephalini Muir, 1915
  - Tropidocephala Stål, 1853

### Kelisiinae
Aut.: Wagner, 1963
- Anakelisia Wagner, 1963
- Kelisia Fieber, 1866

### Plesiodelphacinae
Aut.: Asche, 1985 - neotropical
- Burnilia Muir & Giffard, 1924
- Plesiodelphax Asche, 1985

### Stenocraninae
Aut.: Wagner, 1963
- Embolophora Stål, 1853
- Frameus Bartlett, 2010
- Kelisicranus Bartlett, 2006
- Obtusicranus Bartlett, 2006
- Preterkelisia Yang, 1989
- Proterosydne Kirkaldy, 1907
- Stenocranus Fieber, 1866 - género tipo
- Stenokelisia Ribaut, 1934
- Tanycranus Bartlett, 2010
- Terauchiana Matsumura, 1915

### Vizcayinae
Aut.: Asche, 1990 – SE Asia
- Neovizcaya Liang, 2002
- Vizcaya Muir, 1917 - género tipo

### Subfamiliaincerta sedis
- Amagua† Cockerell, 1924
- Epunka Matsumura, 1935
- Eunycheuma Yang, 1989
- Hikona Matsumura, 1935
- Jugodina Schumacher, 1915
- Lauriana Ren & Qin, 2014
- Megamelodes Le Quesne, 1960
- Nephropsia Costa, 1862
- Sogatodes Fennah, 1963
- Unkana Matsumura, 1935